# Дерфельден, Иван Христофорович
Иван Христофорович Дерфельден (Детлоф Иоганн фон Дерфельден; нем. Detloff Johann von Derfelden; 1721—1794) — русский военачальник, генерал-поручик. Брат генерала Вильгельма Дерфельдена.

## Биография
Родился 1 мая 1721 года в семье остзейской знати. Отец — эстляндский помещик Кристоф Дерфельден (нем. Christoph von Derfelden; 1681—1750).
На воинской службе находился с 1732 года. Был командиром Рязанского кирасирского полка, командиром Финляндской дивизии. Бригадир (1759), генерал-майор (1762), генерал-поручик (1771).
Участник Семилетней войны (1756—1763), в 1761—1762 годах — шеф кирасирского полка.
В 1771 году — исполняющий должность начальника 1-й дивизии Молдавской армии, затем — командир левого крыла корпуса в Бессарабии. Награждён орденом Св. Георгия 4-й степени (№ 80; 25 ноября 1770)
Вышел в отставку в 1771 году. Умер 5 января 1794 года в своём имении (мызе) Курналь.
В браке с баронессой Гедвигой-Елизаветой Сталь фон Гольштейн (1736-1768) имел шестерых детей. Его потомки в XIX веке проживали в Санкт-Петербурге, Харьковской, Полтавской и Псковской губерниях.